# 庾翼
庾 翼（ゆ よく、永興2年（305年）- 永和元年7月3日（345年8月16日））は、中国東晋の政治家・武将・書家。字は稚恭。潁川郡鄢陵県（現在の河南省許昌市鄢陵県）の出身。庾琛の子。庾亮・庾冰・庾文君の弟。庾方之・庾爰之の父。小庾・庾征西・庾小征西とも。

## 概要

### 若年
風儀に優れ、幼くして経綸大略に通ずると評され、杜乂（杜預の孫）も「陳郡では殷浩と並ぶ才名の持ち主」と評した。
庾兄弟の末弟で幼少の頃に兄と共に江南へと避難する。咸和3年（328年）の蘇峻の乱の時は兄庾亮の配下として百人ほどを率いて石頭城に寄っていたが、抵抗するも敵わず兄共々温嶠の守る尋陽に敗走した。乱鎮定後は陶侃の参軍、従事中郎と登った後に中央に召喚され、振威将軍・鄱陽郡太守の後、建威将軍・西陽郡太守に転じた。任地ではよく百姓を労り、喜ばれたという。
後に南蛮校尉・南郡太守・輔国将軍と叙任し仮節を与えられた。咸康5年（339年）、庾亮が北伐を企図した軍事行動を取っている事を察知した後趙の石虎が機先を制して侵攻してきた際に夔安・冉閔らに重要拠点である邾城を落とされ、更に石頭城を包囲されたが、奇兵を用いて密かに石頭城への兵糧の補給を成功させ、守将の李陽と共に後趙軍に逆撃を加え辛うじて退けることに成功する。邾城の失陥によって庾亮の北伐計画は頓挫したが、石頭城防衛の功から庾翼は都亭侯の爵位を賜った。

### 西府軍団領袖
咸康6年（340年）に庾亮が没すると都督江荊司雍梁益六州諸軍事・安西将軍・荊州刺史となり庾亮の西府軍団の後継として武昌に鎮した。庾翼は領地の地方都にまで軍令を行き届かせ、数年の内に官府の庫や人民たちの財までも充実させるなど良政を敷いたので、後趙領でも黄河以南の地の人民から支持を得たという。建元元年（343年）に後趙の汝南郡太守である戴開が数千人を伴って投降してきた事を機に、庾翼も北伐の大志を抱くようになり、前燕の慕容皝と前涼の張駿に使者を送って期が来れば同調して起兵するよう求めた。またこれに伴って領内での賦役を強化するようになり、広州の海道の人を百姓として徒民させた。
康帝（司馬岳）に庾翼は北伐を上表し、加えて鎮を対後趙の最前線である襄陽へと移すことへの許可を求め、承認も得ぬうちから六州から牛や驢馬を徴発し始めていたが朝廷に却下され、続いて安陸への移鎮を求めるもこれも却下された。これらの行動を車騎参軍の孫綽に諌められるも聞く耳持たず、夏口へと勝手に軍団を移動させて再度襄陽への移鎮を上表すると、実兄の庾冰や桓温、譙王司馬無忌らの賛成によって襄陽への移鎮が承認され、都督征討諸軍事（後に征西将軍・南蛮校尉も追加）となり、庾翼の代わりに庾冰が武昌へと移り、後任に入った。
建元2年（344年）、庾翼は桓宣に後趙に占拠されていた樊城の攻略を命じたが、桓宣は丹水の戦いで後趙の李羆の前に大敗を喫し、これに激怒した庾翼は桓宣を建威将軍に降格した上で峴山へと左遷した。同年中に成漢討伐に周撫と曹璩を向かわせたが、江陽で李桓に敗れた。また、11月に庾冰が亡くなると長子の庾方之に襄陽の守備を任せて夏口へと移り、庾冰の領兵を自らの指揮下に置き、朝廷からは江州・豫州刺史に任じられたが豫州刺史は辞退し、替わりに楽郷への移鎮の許可を要求したが朝廷に拒否された。

### 最期
永和元年（345年）、背中の疽からにわかに発病して七月庚午（8月16日）に亡くなった。享年41。朝廷より車騎将軍を追贈され、諡号は粛とされた。亡くなった際の官途は持節・都督江荊司梁雍益寧七州諸軍事・江州刺史・征西将軍・都亭侯。死に際して庾翼自身は次子である庾爰之を後継に望んだが、宰相何充は荊州の戦略的重要性から能力のある人間が当たるべき職務であるとして桓温を後任に据え、庾翼の持っていた強大な軍権をほぼそのまま桓温に引き継がせた。

## 人物
- 東晋国内では書家としても著名であり「故史従事帖」などの作がある。草隷に優れ、当時においては王羲之と並ぶほどの人気があったという[3]。『書品』では「中之上」に格付けされる。
- 桓温については若年より目を掛けており、明帝（司馬紹）に桓温を推挙する際に「若くして武略を知るので特別な職を与えるべき」「いずれ国の艱難を救う」と評した。

## 参考資料
- 《晋書43・庾亮伝》附《庾翼伝》
- 《資治通鑑》巻九十七
- 《世説新語》
- 《宣和書譜》